# A.J. Davis
A.J. Davis (Columbus, 14 novembre 1987) è un ex cestista statunitense.